# SN 2007ol
SN 2007ol – supernowa typu Ia odkryta 29 października 2007 roku w galaktyce A013723-0018. W momencie odkrycia miała maksymalną jasność 19,40m.